# Germain (automerk)

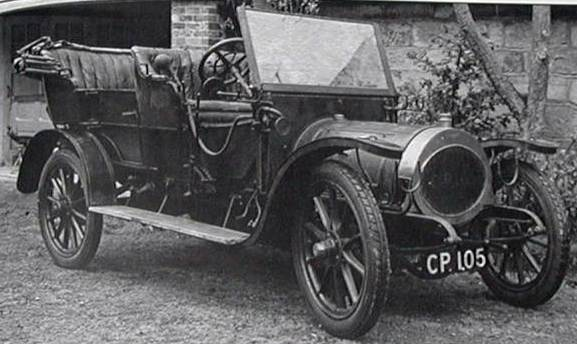
Germain Chainless 14/20 pk uit 1905

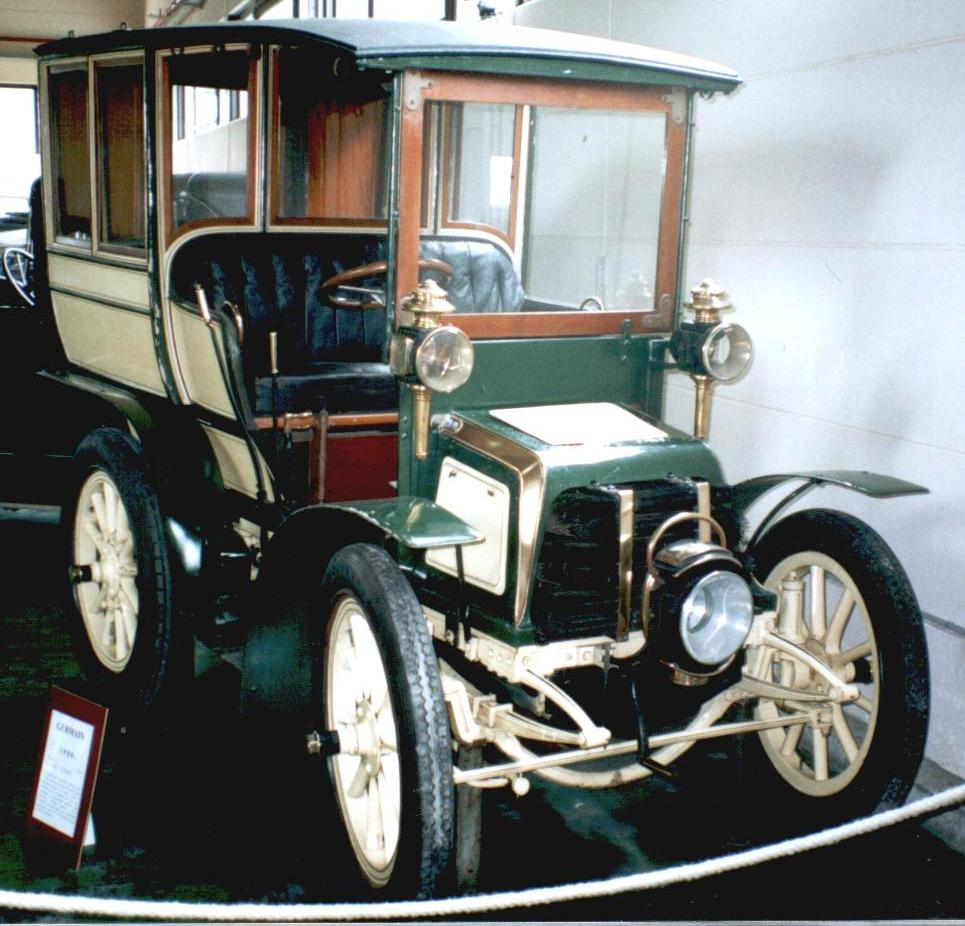
Germain 6CV uit 1900

Germain is een voormalig Belgisch automerk.
Germain werd al in 1873 opgericht en begon onder de naam Daimler-België in 1897 met autoproductie, nadat het was begonnen met de import van Daimler. In 1900 kwam er een tweede auto bij en in 1901 nam men Panhard in licentie.
In 1903 werd op de Parijse autoshow het eerste eigen product voorgesteld. In 1905 kwam de Germain Chainless op de markt. In 1907 begon Germain met Grand-Prix-auto's, waarna prins Albert van België een Germain kocht.
Toen de Eerste Wereldoorlog uitbrak, moest Germain stoppen met de productie, wat de firma nooit te boven zou komen. Men probeerde het in 1937 met vrachtwagens en na de Tweede Wereldoorlog met stoomtrucks, maar beide projecten mislukten.